# Lapoutroie
Lapoutroie är en kommun i departementet Haut-Rhin i regionen Grand Est (tidigare regionen Alsace) i nordöstra Frankrike. Kommunen ligger i kantonen Lapoutroie som tillhör arrondissementet Ribeauvillé. År 2022 hade Lapoutroie 1 872 invånare.

## Befolkningsutveckling
Antalet invånare i kommunen Lapoutroie
| Referens: INSEE |